# Basic Instinct (album)
Pour les articles homonymes, voir Basic Instinct (homonymie).
Albums de Ciara
Fantasy Ride
(2009) Ciara
(2013)
Singles
1. Ride
Sortie : 23 avril 2010
2. Speechless
Sortie : 7 septembre 2010
3. Gimmie Dat
Sortie : 15 octobre 2010

Basic Instinct est le quatrième album studio de la chanteuse américaine Ciara sorti le 10 décembre 2010.

## Liste des pistes
| 1.    | Basic Instinct (U Got Me)                  | Ciara Harris, Terius Nash, Christopher Stewart                                         | Stewart, Nash, Kuk Harrell    | 3:29 |
| 2.    | Ride (featuring Ludacris)                  | Harris, Nash, Stewart, Christopher Bridges                                             | Stewart, Nash, Harrell        | 4:34 |
| 3.    | Gimmie Dat                                 | Harris, Stewart, Kenneth Coby                                                          | Stewart, Soundz, Harrell      | 4:11 |
| 4.    | Heavy Rotation                             | Harris, Coby, Mike Molina, Nelson Kyle, Rogers Andrell, Brian Flemming, Gerald J Coats | Molina, Kyle, Soundz, Harrell | 4:08 |
| 5.    | Girls Get Your Money                       | Harris, Nash, Stewart                                                                  | Stewart, Nash, Harrell        | 3:32 |
| 6.    | Yeah I Know                                | Harris, Coby, Jordan Suecof                                                            | Infinity, Harrell             | 3:44 |
| 7.    | Speechless                                 | Harris, Nash, Stewart                                                                  | Stewart, Nash, Harrell        | 4:08 |
| 8.    | You Can Get It                             | Harris, Nash, Stewart                                                                  | Stewart, Nash, Harrell        | 4:00 |
| 9.    | Turn It Up (featuring Usher)               | Harris, Ester Dean, Usher Raymond, Tyler Williams, H. Humphrey                         | Stewart, Williams, Harrell    | 3:08 |
| 10.   | Wants for Dinner                           | Harris, Nash, Stewart                                                                  | Stewart, Nash, Harrell        | 3:31 |
| 11.   | I Run It                                   | Harris, Nash, Stewart                                                                  | Stewart, Nash, Harrell        | 5:15 |
| 12.   | Listen to My Song (Itunes Bonus Track)     |                                                                                        |                               |      |
| 13.   | I Don't Care (Japan Bonus track)           |                                                                                        |                               |      |
| 14.   | This Is What i Love It (Japan Bonus Track) |                                                                                        |                               |      |
| 43:39 |                                            |                                                                                        |                               |      |

## Classement hebdomadaire
| Classement (2010)                       | Meilleure position |
| --------------------------------------- | ------------------ |
| Australie (Urban ARIA)[réf. nécessaire] | 22                 |
| États-Unis (Billboard 200)              | 44                 |
| États-Unis (R&B/Hip-Hop Albums)         | 11                 |
| France (Digital SNEP)                   | 46                 |
| Suisse (Schweizer Hitparade)            | 83                 |
| Royaume-Uni (UK R&B Chart)              | 30                 |